# NGC 3688
NGC 3688 (również PGC 35269) – galaktyka spiralna z poprzeczką znajdująca się w gwiazdozbiorze Pucharu. Odkrył ją Andrew Common w 1880 roku.